# Attrape-coquin
L’attrape-coquin, parfois appelé attrape-coquin à ressorts est une arme d'hast européenne médiévale utilisée pour capturer une personne par le cou. Une fois le cou pris dans l'anneau central, le prisonnier ne pouvait s'échapper sans se blesser. L'attrape-coquin pouvait également être utilisé comme arme d'estoc en utilisant les deux pointes.

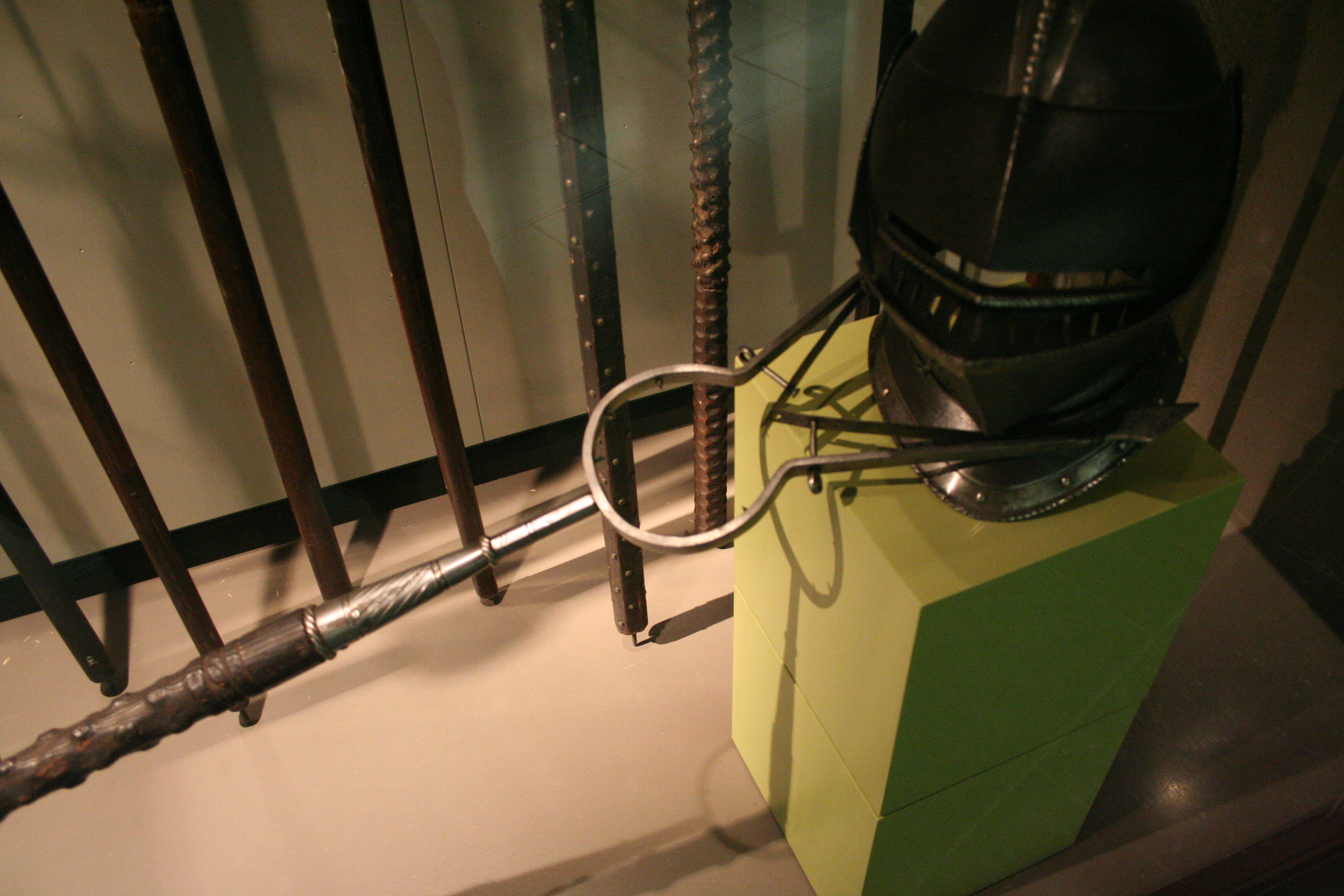
Attrape-coquin au Musée royal de l'armée et de l'histoire militaire de Bruxelles